# Mileewa picturata
Mileewa picturata är en insektsart som beskrevs av Evans 1955. Mileewa picturata ingår i släktet Mileewa och familjen dvärgstritar. Inga underarter finns listade i Catalogue of Life.